# Coelioxys soledadensis
Coelioxys soledadensis är en biart som beskrevs av Cockerell 1909. Coelioxys soledadensis ingår i släktet kägelbin, och familjen buksamlarbin. Inga underarter finns listade i Catalogue of Life.